# Los Planes, Querétaro Arteaga
Los Planes är en ort i Mexiko.   Den ligger i kommunen San Joaquín och delstaten Querétaro Arteaga, i den centrala delen av landet, 170 km norr om huvudstaden Mexico City. Los Planes ligger 2 158 meter över havet och antalet invånare är 128.
Terrängen runt Los Planes är varierad. Runt Los Planes är det ganska glesbefolkat, med 39 invånare per kvadratkilometer. Närmaste större samhälle är Canoas, 5,2 km söder om Los Planes. I omgivningarna runt Los Planes växer huvudsakligen savannskog.